# WEC 12
WEC 12: Halloween Fury 3 foi um evento de artes marciais mistas promovido pelo World Extreme Cagefighting em 21 de outubro de 2004 no Tachi Palace Hotel & Casino em Lemoore, California.

## Background
O card contou com futuras estrelas do MMA como Jason "The Punisher" Lambert, Nate Diaz, Brad Imes, Chris "Lights Out" Lytle, "The Sandman" James Irvin, Joe "Diesel" Riggs, Chael Sonnen, e a lenda do MMA "Mr. International" Shonie Carter. O evento principal foi entre Doug Marshall e Carlos Garcia.

## Resultados
- Jason Lambert vs.  Matt Horwich

Lambert derrotou Horwich por Finalização (socos) aos 3:28 do segundo round.
- Nate Diaz vs. Alex Garcia

Diaz derrotou Garcia por Finalização (triângulo) aos 2:17 do terceiro round.
- Troy Miller vs. Tom Owens

Miller derrotou Owens por Nocaute Técnico (lesão no joelho) aos 3:56 do segundo round.
- Luta de Peso Pesado:  Brad Imes vs.  Jeremy Freitag

Imes derrotou Freitag por Decisão Dividida.
- Luta de Peso Médio:  Mark Weir vs.  Will Bradford

Weir derrotou Bradford por Finalização (guilhotina) aos 2:11 do primeiro round.
- Luta pelo Cinturão Peso Leve do WEC:  Gabe Ruediger vs.  Olaf Alfonso

Ruediger derrotou Alfonso por Finalização (mata leão) aos 3:05 do primeiro round para se tornar o novo Campeão Peso Leve do WEC.
- Luta de Peso Meio Médio:  Chris Lytle vs.  JT Taylor

Lytle derrotou Taylor por Finalização (guilhotina) aos 2:53 do primeiro round.
- Tosh Cook vs. Rafeal del Real

Cook derrotou del Real por Finalização (triângulo) aos 1:34 do primeiro round.
- Poppies Martinez vs. Joe Martin

Martinez derrotou Martin por Nocaute Técnico (socos) aos 4:41 do segundo round.
- James Irvin vs. Houssain Oushani

Irvin derrotou Oushani por Nocaute (soco) aos 2:27 do primeiro round para manter o Cinturão Peso Pesado do WEC.
- Joe Riggs vs. Isidro Gonzalez

Riggs derrotou Gonzalez por Nocaute Técnico (socos e cotoveladas) aos 1:50 do primeiro round.
- Chael Sonnen vs.  Alex Stiebling

Sonnen derrotou Stiebling por Decisão Unânime aos 5:00 do terceiro round.
- Shonie Carter vs. Jody Poff

Carter derrotou Poff por Finalização (mata leão) aos 3:48 do primeiro round.
- Doug Marshall vs. Carlos Garcia

Marshall derrotou Garcia por Nocaute (socos) aos 2:46 do primeiro round.

## Ligações Externas
- WEC 12 Results at Sherdog.com